# World Series of Poker 1988
Die World Series of Poker 1988 war die 19. Austragung der Poker-Weltmeisterschaft und fand vom 5. bis 21. Mai 1988 im Binion’s Horseshoe in Las Vegas statt.

## Turniere

### Turnierplan

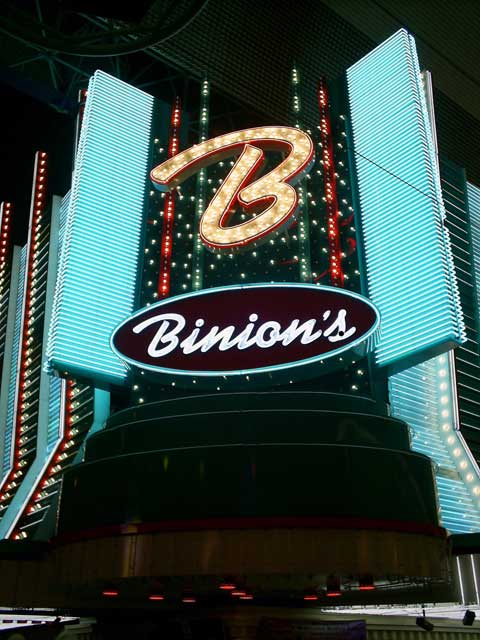
Das Binion’s Horseshoe in Las Vegas

Im Falle eines mehrfachen Braceletgewinners gibt die Zahl hinter dem Spielernamen an, das wievielte Bracelet in diesem Turnier gewonnen wurde.
| #  | Buy-in (in $) | Turnier                                          | Turnierbeginn | Teilnehmer | Sieger            | Herkunft           | Preisgeld (in $) |
| -- | ------------- | ------------------------------------------------ | ------------- | ---------- | ----------------- | ------------------ | ---------------- |
| 1  | 01.500        | Limit Hold’em                                    | 5. Mai 1988   | 400        | Val Carpenter     | Vereinigte Staaten | 223.800          |
| 2  | 01.500        | No-Limit Hold’em                                 | 6. Mai 1988   | 330        | Russell Gibe      | Vereinigte Staaten | 181.800          |
| 3  | 02.500        | Pot-Limit Omaha (Rebuy)                          | 7. Mai 1988   | 111        | Gilbert Gross     | Frankreich         | 181.000          |
| 4  | 05.000        | Limit Seven Card Stud                            | 8. Mai 1988   | 079        | Thor Hansen       | Norwegen           | 158.000          |
| 5  | 01.000        | Limit Omaha                                      | 9. Mai 1988   | 228        | David Helms       | Vereinigte Staaten | 091.200          |
| 6  | 01.500        | Limit Seven Card Stud Hi-Lo                      | 10. Mai 1988  | 206        | Lance Hilt        | Vereinigte Staaten | 123.600          |
| 7  | 00.500        | Ladies Limit Seven Card Stud                     | 11. Mai 1988  | 085        | Loretta Huber     | Vereinigte Staaten | 017.000          |
| 8  | 01.500        | Limit Seven Card Stud                            | 12. Mai 1988  | 217        | Merrill Hunt      | Vereinigte Staaten | 130.200          |
| 9  | 05.000        | No-Limit 2-7 Draw Lowball (Rebuy)                | 13. Mai 1988  | 038        | Seymour Leibowitz | Vereinigte Staaten | 157.500          |
| 10 | 01.500        | Limit A-5 Draw Lowball                           | 14. Mai 1988  | 194        | Johnny Moss (9)   | Vereinigte Staaten | 116.400          |
| 11 | 01.000        | Limit Razz                                       | 15. Mai 1988  | 192        | Don Williams (3)  | Vereinigte Staaten | 076.800          |
| 12 | 10.000        | No Limit Hold’em Main Event – World Championship | 16. Mai 1988  | 167        | Johnny Chan (3)   | Vereinigte Staaten | 700.000          |

### Main Event

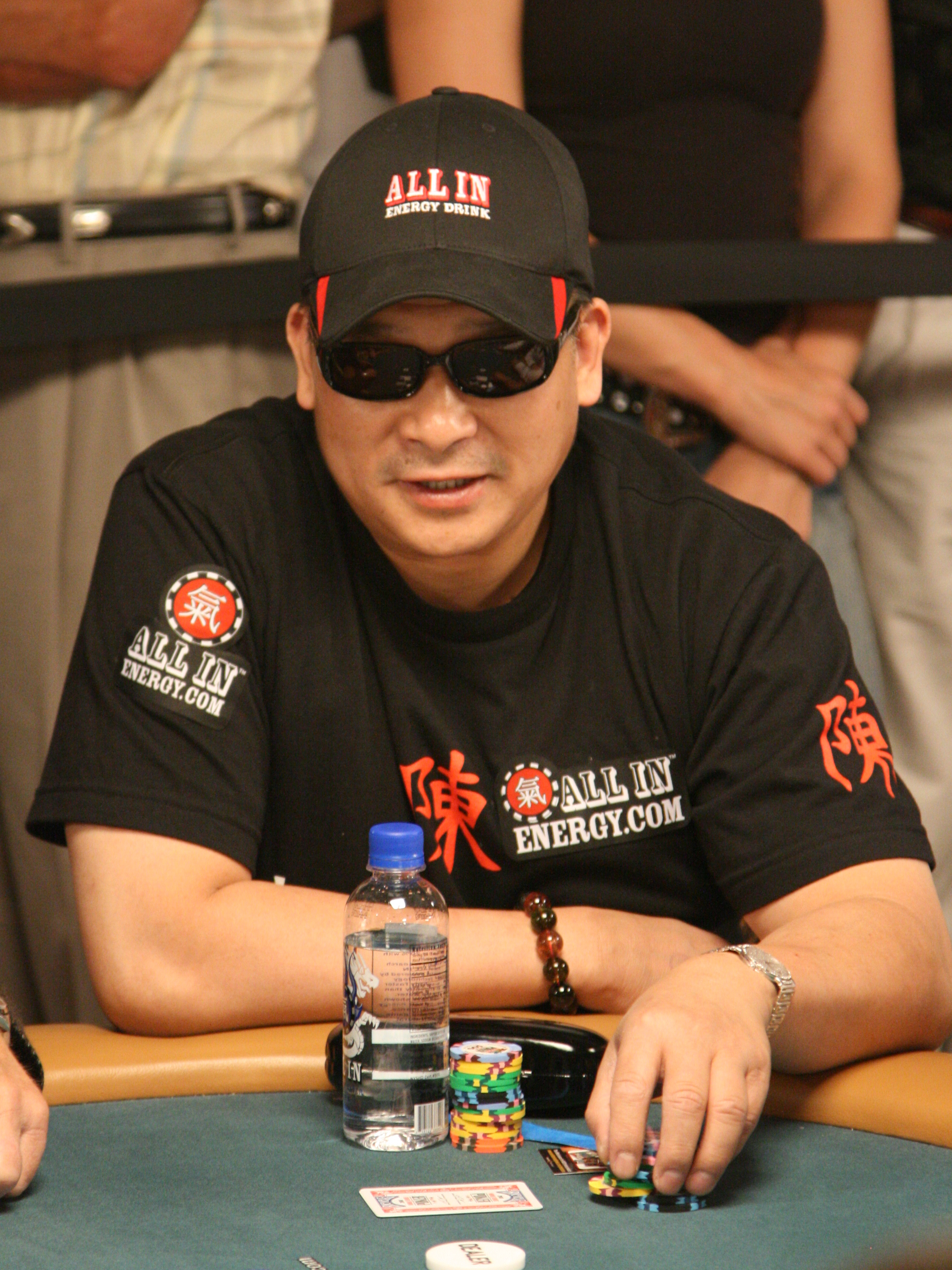
Johnny Chan (2008)

Der Finaltisch wurde am 21. Mai 1988 ausgespielt. In der finalen Hand gewann Chan mit J♣ 9♣ gegen Seidel mit Q♣ 7♥. Die Szene ist im Spielfilm Rounders von John Dahl zu sehen.
| Platz | Herkunft           | Spieler         | Preisgeld (in $) |
| ----- | ------------------ | --------------- | ---------------- |
| 1     | Vereinigte Staaten | Johnny Chan     | 700.000          |
| 2     | Vereinigte Staaten | Erik Seidel     | 280.000          |
| 3     | Vereinigte Staaten | Ron Graham      | 140.000          |
| 4     | Costa Rica         | Humberto Brenes | 077.000          |
| 5     | Vereinigte Staaten | T. J. Cloutier  | 063.000          |
| 6     | Vereinigte Staaten | Jim Bechtel     | 049.000          |